# DSA-190
La DSA-190 es una carretera perteneciente a la Red Primaria de la Diputación Provincial de Salamanca que une las localidades de Béjar y Candelario.

## Recorrido
La carretera DSA-190 tiene su origen en Béjar, en la intersección con las carreteras N-630 y SA-220 y termina en la intersección con la carretera DSA-191 en Candelario, formando parte de la Red de carreteras de Salamanca.
| Béjar (Intersección con /) - Candelario (Intersección con ) | Béjar (Intersección con /) - Candelario (Intersección con ) | Béjar (Intersección con /) - Candelario (Intersección con ) | Béjar (Intersección con /) - Candelario (Intersección con ) | Béjar (Intersección con /) - Candelario (Intersección con ) | Béjar (Intersección con /) - Candelario (Intersección con ) | Béjar (Intersección con /) - Candelario (Intersección con ) | Béjar (Intersección con /) - Candelario (Intersección con ) | Béjar (Intersección con /) - Candelario (Intersección con ) | Béjar (Intersección con /) - Candelario (Intersección con ) | Béjar (Intersección con /) - Candelario (Intersección con ) |
| Esquema                                                     | PK                                                          | Sentido Vilvestre                                           | Sentido Vilvestre                                           | Sentido Vilvestre                                           | Sentido Vilvestre                                           | Sentido Lumbrales                                           | Sentido Lumbrales                                           | Sentido Lumbrales                                           | Sentido Lumbrales                                           | Incidencias                                                 |
| Esquema                                                     | PK                                                          | Velocidad                                                   | Elemento                                                    | Salida                                                      | Salida                                                      | Salida                                                      | Salida                                                      | Elemento                                                    | Velocidad                                                   | Incidencias                                                 |
| Esquema                                                     | PK                                                          | Velocidad                                                   | Elemento                                                    | Dir.                                                        | Nombre                                                      | Nombre                                                      | Dir.                                                        | Elemento                                                    | Velocidad                                                   | Incidencias                                                 |
| ----------------------------------------------------------- | ----------------------------------------------------------- | ----------------------------------------------------------- | ----------------------------------------------------------- | ----------------------------------------------------------- | ----------------------------------------------------------- | ----------------------------------------------------------- | ----------------------------------------------------------- | ----------------------------------------------------------- | ----------------------------------------------------------- | ----------------------------------------------------------- |
|                                                             | 0,0                                                         |                                                             |                                                             | Salamanca                                                   | Salamanca                                                   | Salamanca                                                   |                                                             |                                                             |                                                             |                                                             |
| Ciudad Rodrigo Cristóbal                                    | 0,0                                                         |                                                             |                                                             |                                                             |                                                             |                                                             |                                                             |                                                             |                                                             |                                                             |
| Cáceres                                                     | 0,0                                                         |                                                             |                                                             |                                                             |                                                             |                                                             |                                                             |                                                             |                                                             |                                                             |
|                                                             | 0,0                                                         |                                                             |                                                             | BÉJAR                                                       | BÉJAR                                                       | BÉJAR                                                       | BÉJAR                                                       |                                                             |                                                             |                                                             |
|                                                             | 0,0                                                         |                                                             | 3,6 km                                                      | Puerto de Candelario                                        | Puerto de Candelario                                        | Puerto de Candelario                                        | Puerto de Candelario                                        | 3,6 km                                                      |                                                             |                                                             |
| 3,6                                                         |                                                             |                                                             | 3,6 km                                                      | Puerto de Candelario                                        | Puerto de Candelario                                        | Puerto de Candelario                                        | Puerto de Candelario                                        | 3,6 km                                                      |                                                             |                                                             |
|                                                             | 2,0                                                         |                                                             |                                                             | Castañar de Béjar                                           | Castañar de Béjar                                           | Castañar de Béjar                                           | Castañar de Béjar                                           |                                                             |                                                             |                                                             |
|                                                             | 2,2                                                         |                                                             |                                                             | Río Cuerpo de Hombre                                        | Río Cuerpo de Hombre                                        | Río Cuerpo de Hombre                                        | Río Cuerpo de Hombre                                        |                                                             |                                                             |                                                             |
|                                                             | 3,4                                                         |                                                             |                                                             | CANDELARIO                                                  | CANDELARIO                                                  | CANDELARIO                                                  | CANDELARIO                                                  |                                                             |                                                             |                                                             |
|                                                             | 3,6                                                         |                                                             |                                                             |                                                             | Plataformas de El Travieso                                  | Plataformas de El Travieso                                  | Plataformas de El Travieso                                  |                                                             |                                                             |                                                             |
|                                                             | 3,6                                                         | Zona Monumental Centro Urbano                               |                                                             |                                                             |                                                             |                                                             |                                                             |                                                             |                                                             |                                                             |